# Uruguayische Billie-Jean-King-Cup-Mannschaft
Die uruguayische Billie-Jean-King-Cup-Mannschaft ist die Tennisnationalmannschaft von Uruguay, die im Billie Jean King Cup eingesetzt wird. Der Billie Jean King Cup (bis 1995 Federation Cup, 1996 bis 2020 Fed Cup) ist der wichtigste Wettbewerb für Nationalmannschaften im Damentennis, analog dem Davis Cup bei den Herren.

## Geschichte
1972 nahm Uruguay erstmals am Billie Jean King Cup teil. Das bisher beste Ergebnis war das Erreichen des Achtelfinales (1972 und 1976).

## Teamchefs (unvollständig)
- Virginia Sadi

## Bekannte Spielerinnen der Mannschaft
- Claudia Brause